# Julij Daniel
Julij Markowicz Daniel (ros. Ю́лий Ма́ркович Даниэ́ль; ur. 15 listopada 1925 w Moskwie zm. 30 grudnia 1988 tamże) – radziecki pisarz dysydent, poeta, tłumacz, nauczyciel języka rosyjskiego oraz więzień polityczny.

## Życiorys
Syn żydowskiego pisarza Marka Daniela oraz mąż Łarisy Bogoraz. Pisał pod pseudonimem Nikołaj Arżak (Николай Аржак) i Ju. Pietrow (Ю.Петров). Autor opowieści: Ręce (1956-1958), Mówi Moskwa (1962), Odkupienie (1964), Człowiek z MINAP’u (1961) odsłaniających korzenie stalinowskiego reżimu i uznanych za antyradzieckie. Tematyka jego utworów dotyczyła głównie wpływu terroru na codzienność. Posługiwał się ostrą satyrą i groteską. Bohater skandalicznego procesu z lutego 1966 roku, razem z Andriejem Siniawskim. Pisarzy oskarżano o pisanie pod pseudonimem i wydawanie swoich dzieł za granicą, próbę rewizji marksizmu, występowanie przeciw przewodniej roli partii w kulturze rosyjskiej, nazwanie komunizmu nową religią. Andrieja Siniawskiego skazano na 7 lat łagrów o zaostrzonym rygorze, Julija Daniela na 5 lat. 12 września 1970 roku, po odbyciu całej kary, Julij Daniel został zwolniony. Zastosowano jednak wobec niego zakaz osiedlenia się w Moskwie. Rok później w Amsterdamie ukazał się tomik jego wierszy obozowych Stichi iz niewoli. Wiersze te funkcjonowały jako teksty bez autora, więźniowie łagrów uczyli się ich na pamięć. Do śmierci Julij Daniel zajmował się już tylko przekładami z literatury obcej z języków słowiańskich, kaukaskich i jidisz, które publikował pod pseudonimami. Został pochowany na Cmentarzu Wagańkowskim w Moskwie.